# Cleàrides
Cleàrides (Clearidas, Κλεαρίδας) fou un amic de Bràsides i dels joves espartans nomenats per governs a l'estranger, que Tucídides considerava contrari als principis espartans.
Bràsides el va nomenar governador d'Amfípolis i en la batalla que s'hi va lliurar, en la qual Bràsides i Cleó van morir, manava el cos principal de les forces espartanes (422 aC). Després de la pau de Nícies va entregar Amfípolis no als atenencs sinó als propis amfipolitans.